# Arthur Ryberg
Karl Arthur Ryberg (i riksdagen kallad Ryberg i Lindås och Ryberg i Dalum), född 4 februari 1882 i Knätte socken, död 9 januari 1955 i Dalum, var en svensk lantbrukare och politiker (Bondeförbundet).
Artur Ryberg var son till lantbrukaren Johan Albin Abrahamson Ryberg. Han arbetade från ungdomen inom jordbruket och var bosatt på Lindås i Liareds socken, tills han 1928 köpte hemmanet Korsgården i Dalums socken, där han sedan var bosatt. 1914 blev han sekreterare i den nybildade Södra Älvsborgs valkretsförening av Bondeförbundet. Invald i Andra kammaren 1917 var han en av de nio medlemmar, som bildade den första bondeförbundsgruppen i riksdagen. Ryberg var riksdagsledamot i andra kammaren 1918-1952. Som riksdagsman var han ledamot av bankoutskottet 1921–1934, av första lagutskottet 1935–1943 samt av andra lagutskottet från 1944, och tillhörde flera särskilda utskott, bland anant 1942 för utformningen av den nya processlagen. Från 1936 var han riksgäldsfullmäktig och från 1940 vice ordförande i styrelsen för Svenska jordbrukskreditkassan och i styrelsen för Svenska skeppshypotekskassan. I hemtrakten deltog han kom kommunalpolitiker och i jordbrukarnas föreningsrörelse samt i skytterörelsen.